# Illigera aromatica
Illigera aromatica är en tvåhjärtbladig växtart som beskrevs av S.Z. Huang & S.L. Mo. Illigera aromatica ingår i släktet Illigera och familjen Hernandiaceae. Inga underarter finns listade i Catalogue of Life.